# Reinier van Hoei

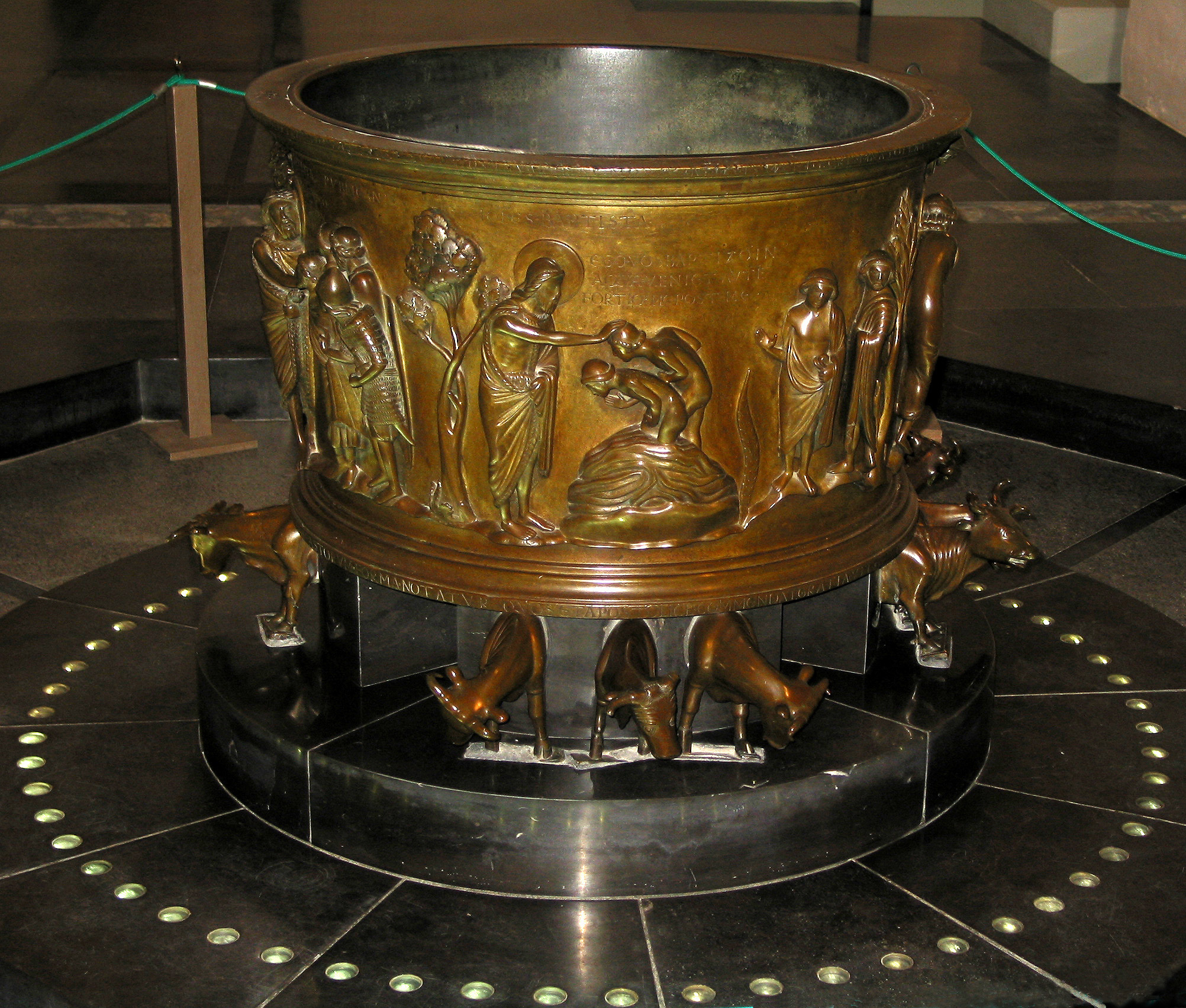
Doopvont van Reinier van Hoei in de Sint-Bartholomeüskerk te Luik

Reinier van Hoei (waarschijnlijk geboren te Hoei; werkzaam te Luik, eerste kwart 12de eeuw) was een Luiks kopergieter.
Hij werd in 1125 geciteerd als getuige te Hoei. De toeschrijving van dit doopvont aan zijn atelier werd vroeger als zeker beschouwd, maar wordt in recent onderzoek ernstig betwijfeld. De toeschrijving is gebaseerd op de opdracht van abt Hellinus (1107-1118) aan Aurifaber Renerus. De doopvont was bestemd voor de Notre-Dame-aux-Fonts te Luik. Sedert 1803 bevindt het kunstwerk zich in de Sint-Bartholomeüskerk te Luik.
Wellicht is een klein bronzen corpus van een crucifix in het Museum Schnütgen in Keulen eveneens van zijn hand. Andere figuren in Brussel en Dublin zijn, hoewel iets anders afgewerkt, waarschijnlijk afkomstig uit hetzelfde atelier en wellicht zelfs uit dezelfde mal.

## Beschrijving doopvont
De kuipvormige, met dooptaferelen in hoogreliëf versierde geelkoperen vont wordt, evenals de bronzen zee in de tempel van Salomo, gedragen door tien (oorspronkelijk twaalf) stieren. Het (waarschijnlijk conische) deksel met afbeeldingen van apostelen en profeten ging waarschijnlijk verloren nadat de doopvont op het einde van de 18e eeuw voor de Franse revolutionairen in veiligheid moest gebracht worden. Er zijn vier taferelen, waarvan de doop van Christus in de Jordaan het belangrijkst is. Verder herkent men de prediking van Johannes de Doper in de woestijn, de doop van de catechumenen, de doop van de Romeinse centurion Cornelius en de doop van de Griekse filosoof Crato. De vier taferelen worden door gestileerde bomen van elkaar gescheiden en door een golvende basis met elkaar verbonden.
Door de plastische, monumentale uitwerking en de soepele opstelling van de figuren vormt dit gietwerk, dat ook enige invloed van antieke kunst vertoont, een voorbeeld voor kunsthistorici van zowel de metaalbewerking van de romaanse kunst, als van de renaissance van de twaalfde eeuw en een van de hoogtepunten van de Maaslandse kunstnijverheid.
In de jaren 1970 werd het genoemd als een van de "zeven wonderen van België". Deze eeuwenoude doopvont wordt nog steeds gebruikt voor het toedienen van het doopsel. Het voetstuk, oorspronkelijk in de vorm van een molensteen, is van een latere datum.

## Galerij

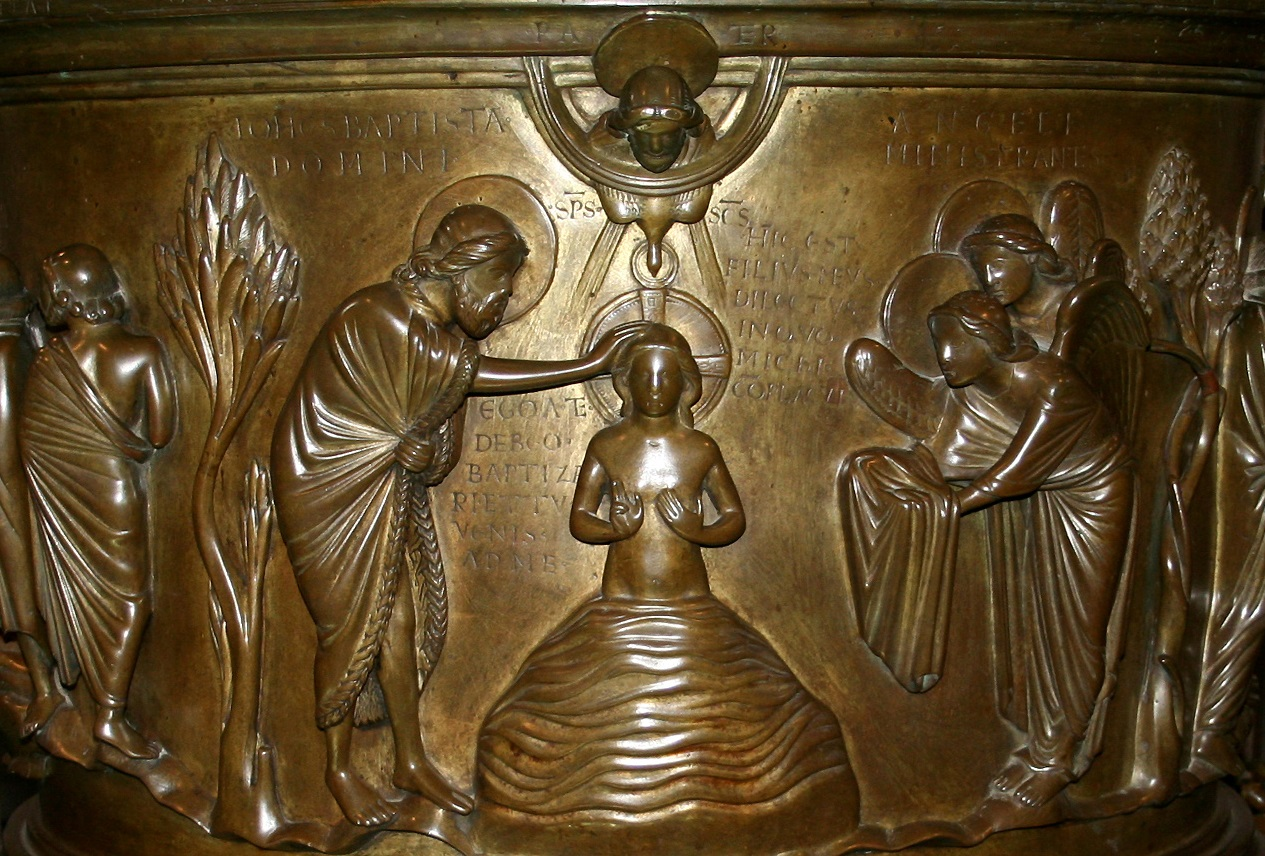
Doop van Christus
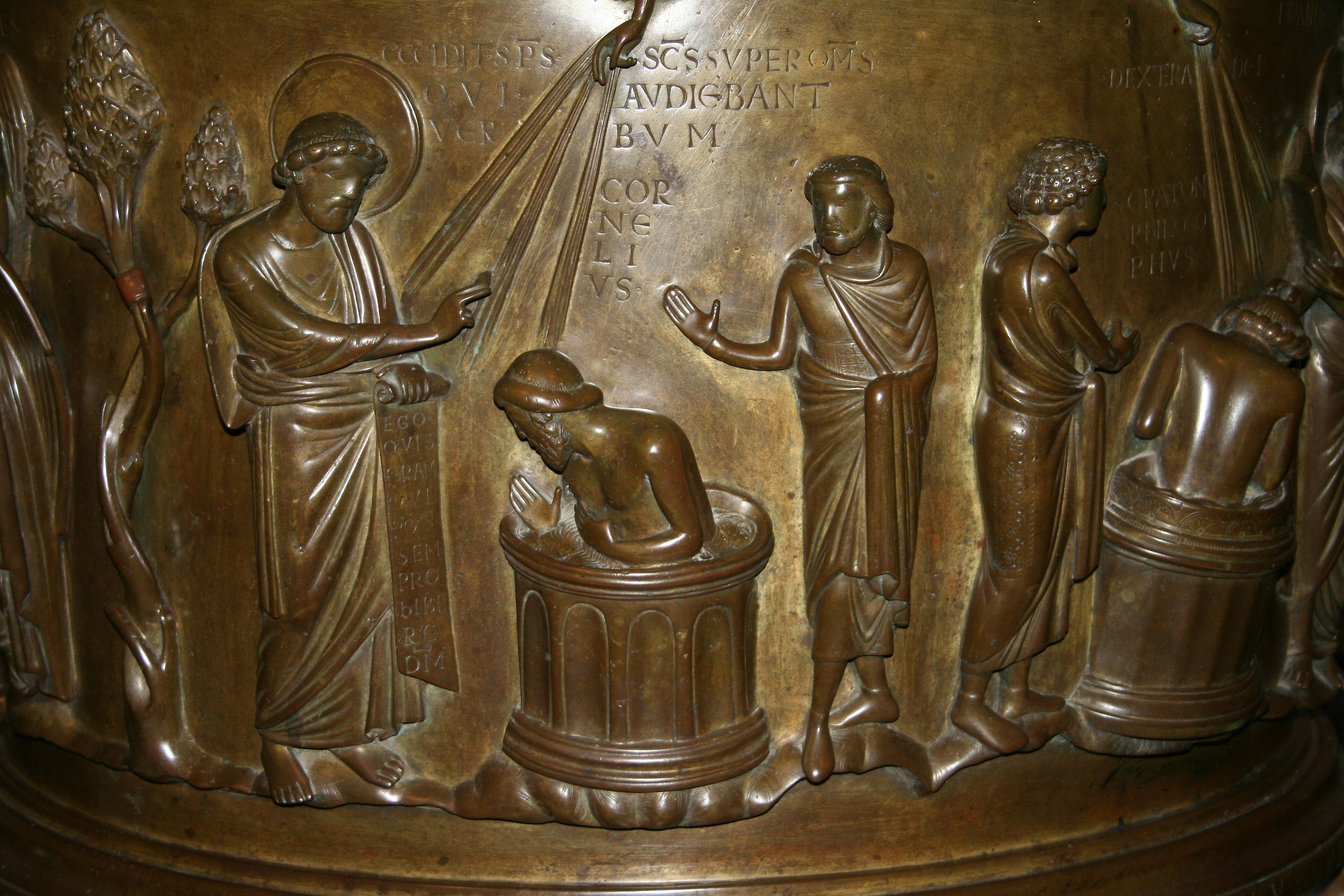
Doop van de centurion Cornelius
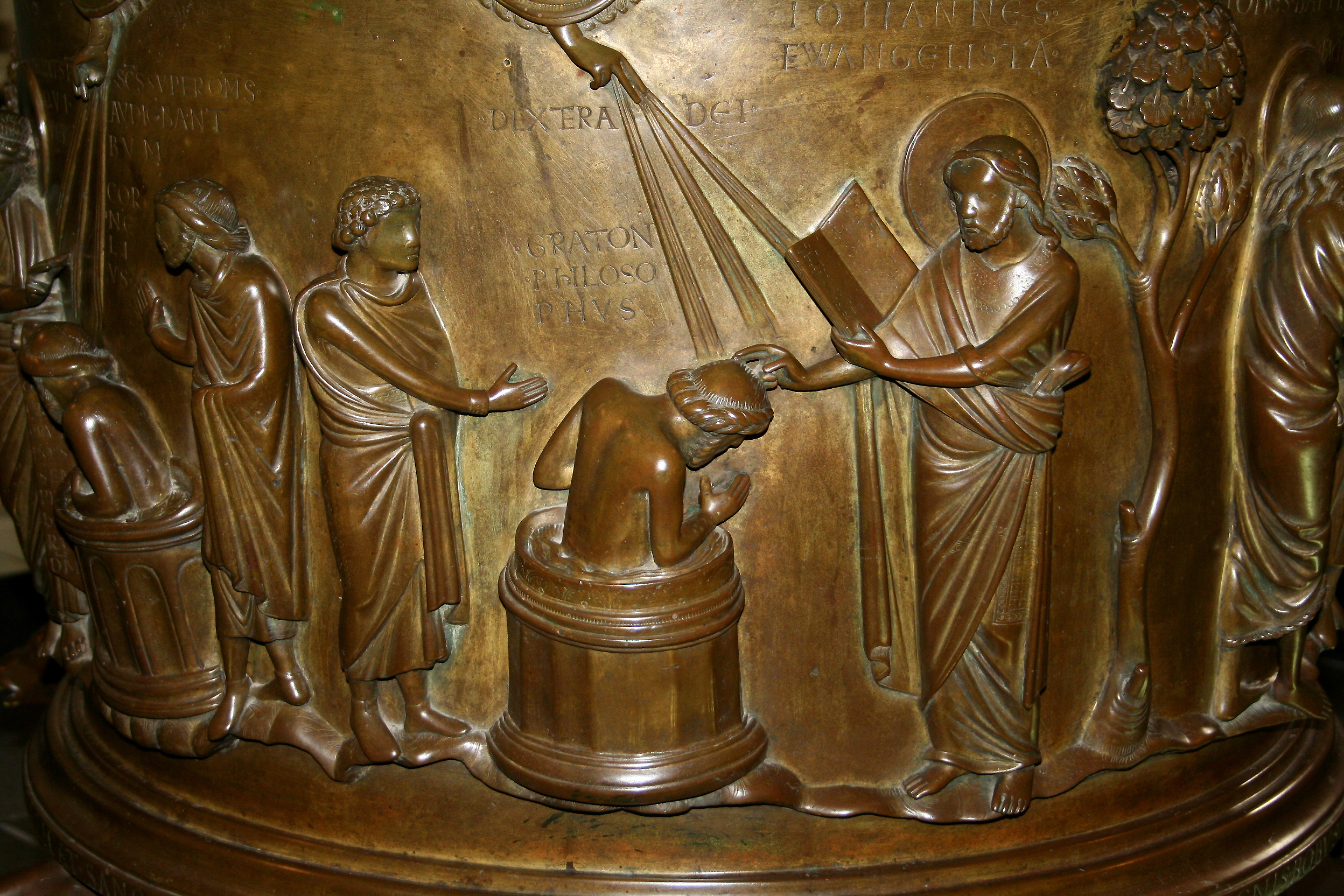
Doop van de Griekse filosoof Crato
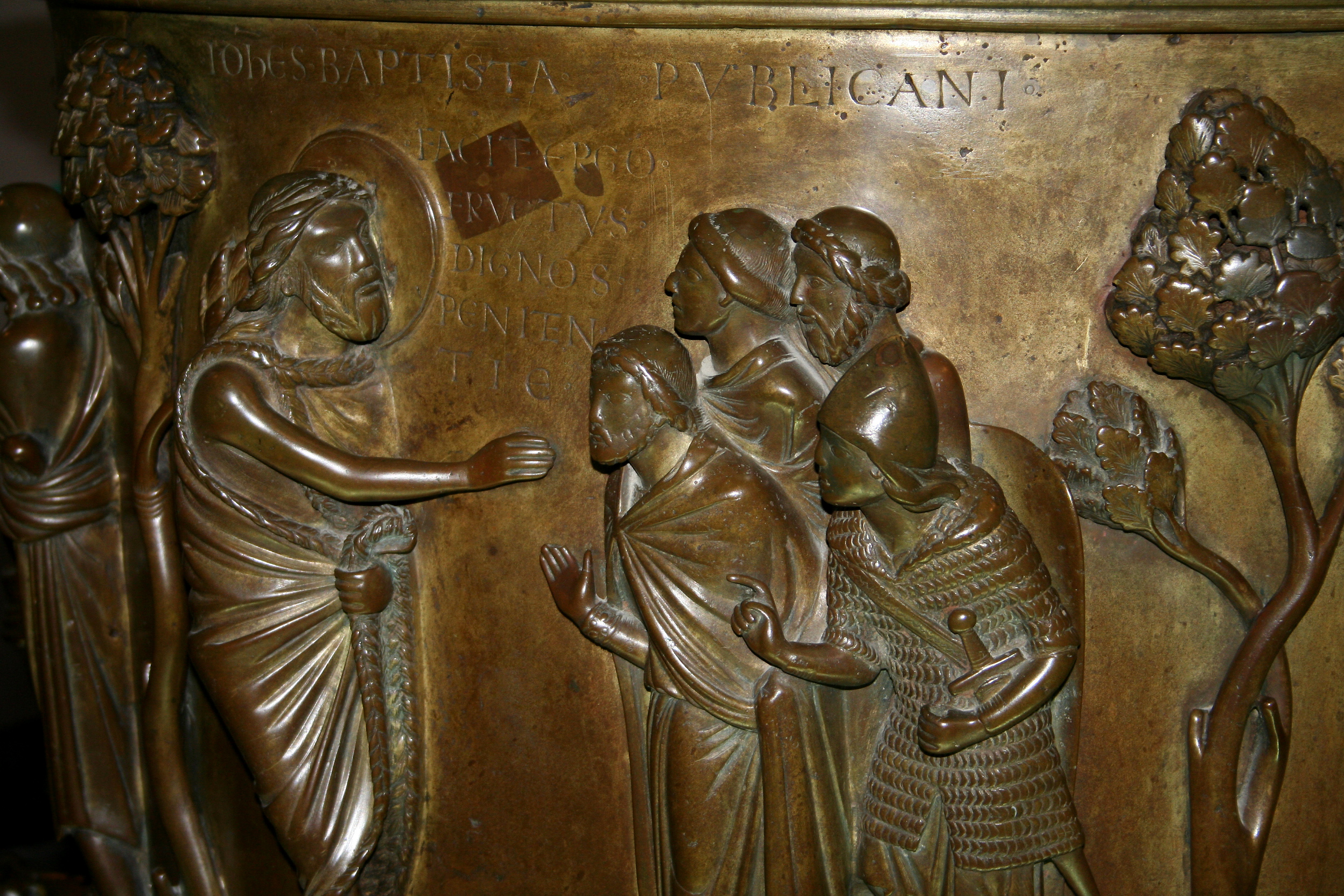
Oproep Johannes de Doper tot bekering
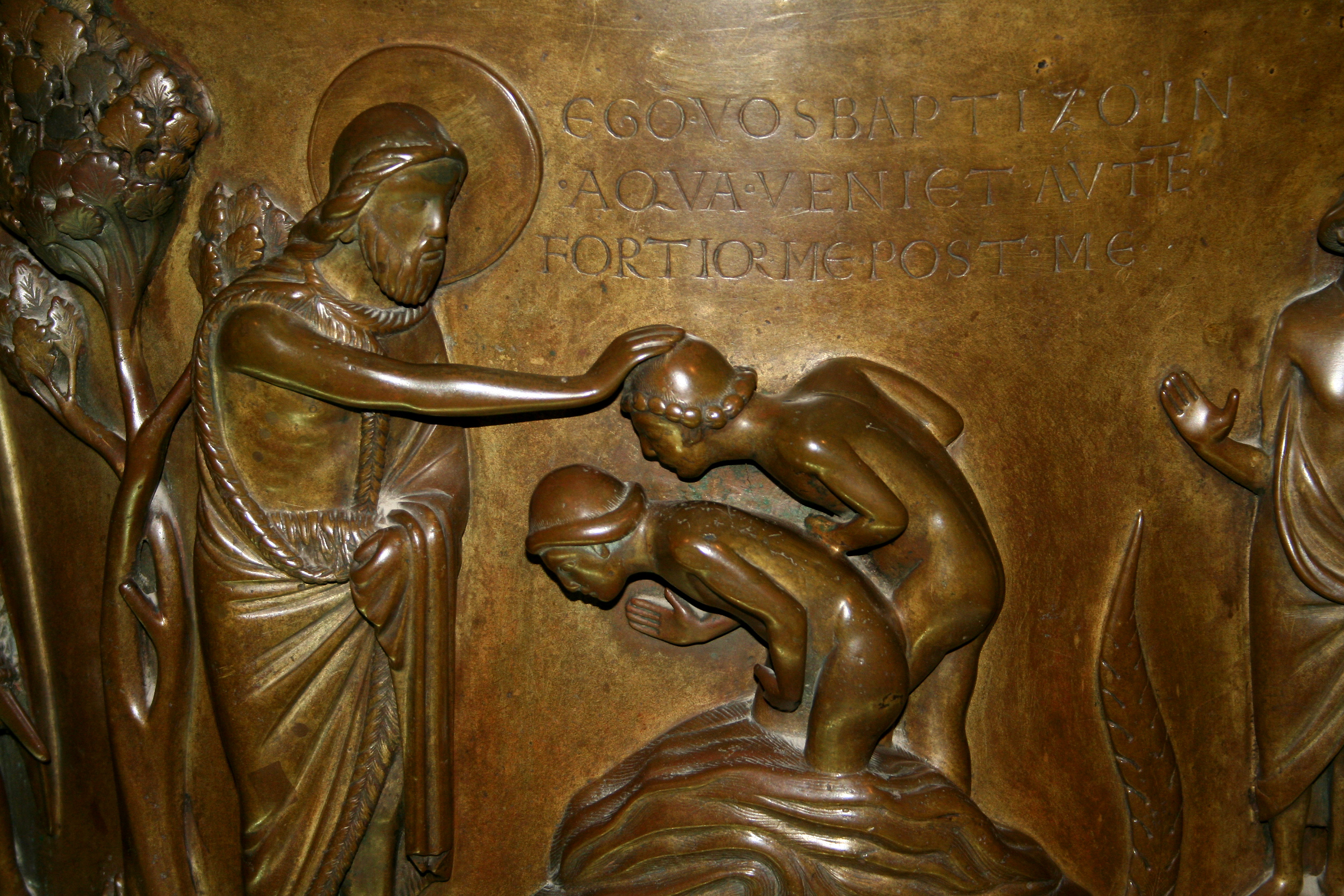
Doop van twee bekeerlingen